# Stoetboom

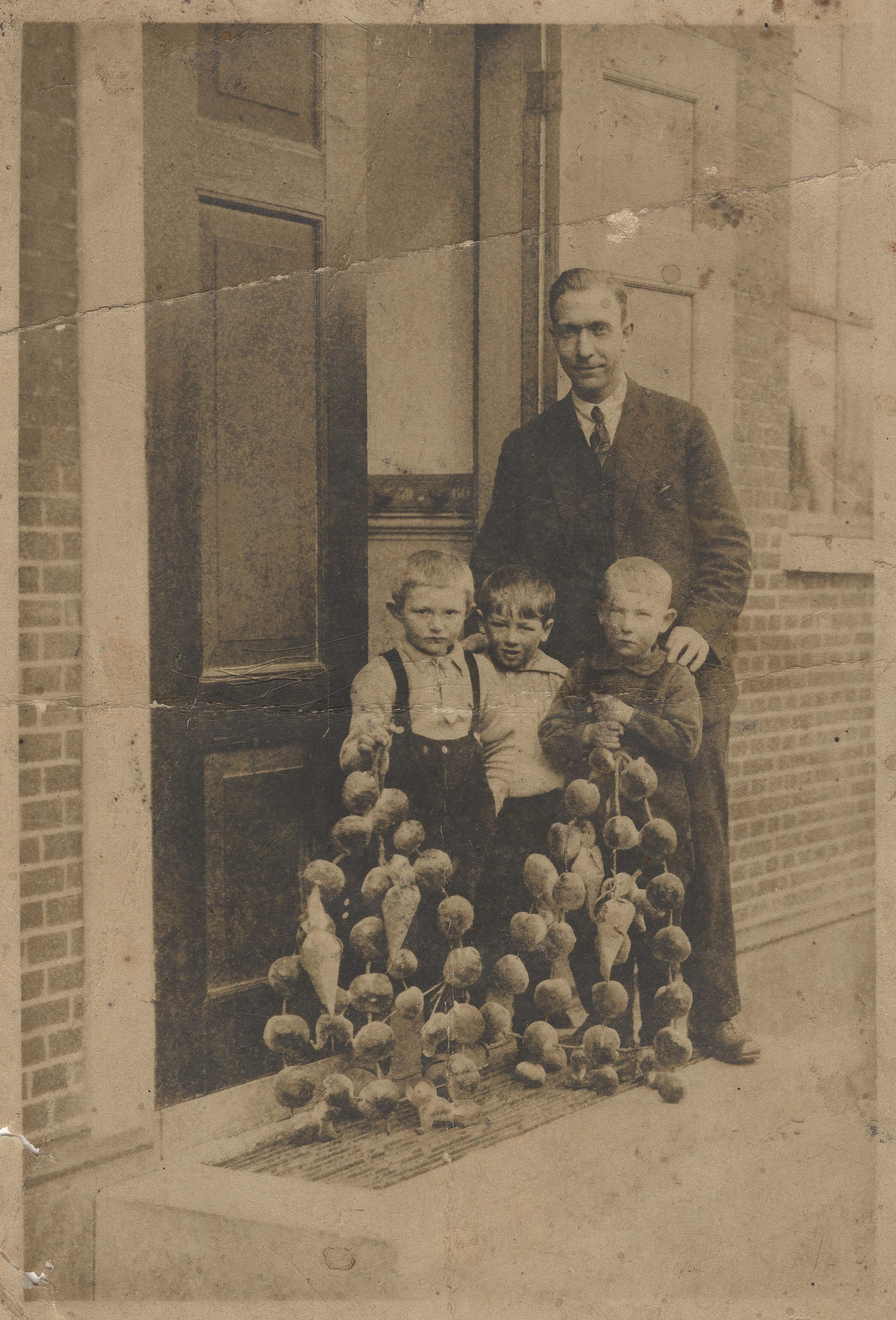
Meester met drie jongetjes met stoetbomen voor de schooldeur op hun eerste schooldag (Spijk, 1929)

Een stoetboom is een tak met bolletjes gebakken deeg (vaak krentenbollen) die wordt uitgereikt aan kinderen tijdens hun eerste dag op de basisschool (groep 1 of groep 3). Deze traditie komt voor op het Hogeland in de Nederlandse provincie Groningen. Stoet is Gronings voor "brood", boom verwijst naar het verhaal dat de meester op zolder een 'stoetboom' had waar deze takken vanaf werden geplukt. De meester was vaak verantwoordelijk voor het klaarmaken van de stoetbomen. De ouders werd vroeger om een bijdrage gevraagd om de traditie in stand te houden voor hun kinderen. De traditie was vaak mede ingesteld om de kinderen aan het einde van hun eerste dag te belonen voor lief zijn en gehoorzaamheid en vormde voor hen tevens een troostprijs; vanaf nu kon er niet langer alleen worden gespeeld, maar moest er ook worden geleerd.
Tegenwoordig worden ook wel andere dingen aan de stoetboom gehangen, zoals snoep, appels of sinaasappels en worden de stoetbomen ook wel gemaakt door oudere kinderen of door ouders zelf. 